# Dziewczyny, chłopaki
Dziewczyny, chłopaki (ang. Girlstuff Boystuff, 2002–2005) – kanadyjski serial animowany emitowany w Polsce w telewizji ZigZap. Serial powrócił do ramówki
9 lutego 2009.
Serial animowany o nastolatkach dla nastolatków. Tytułowi bohaterowie to 14-latkowie, którzy stają na granicy między dzieciństwem i dorosłością, podejmują pierwsze życiowe wyzwania, dokonują pierwszych poważnych wyborów i, przede wszystkim, przeżywają pierwsze miłości. Chłopcy i dziewczęta podchodzą do problemów dojrzewania w zupełnie różny sposób.

## Opis fabuły
Historia opisuje przygody szóstki przyjaciół (3 chłopaków, 3 dziewczyn): Talii, Hanny, Reanne, Bena, Simona i Jasona. Wszyscy są skrajnie różni, ale zawsze są razem i przeżywają typowe dla tego wieku (14 lat) kłopoty. Typowa komedia oparta na podchodzeniu do pewnych problemów przez chłopaków zupełnie inaczej niż dziewczyny i odwrotnie.

## Bohaterowie
- Hanna – rozpieszczona dziewczyna. Ma jasną cerę i blond włosy. Lubi chodzić po sklepach, a najbardziej po drogeriach, stroić się i malować.
- Talia – trochę nieśmiała dziewczyna. Ma bardzo jasną cerę, brązowe oczy i ciemne włosy. Jej pasją jest kręcenie filmów. Podkochuje się w Colinie, jej koledze ze szkoły.
- Reanne – nigdy niczym się nie przejmuje. Ma ciemną cerę, niebieskie oczy i ciemne włosy. Nosi okulary. Lubi ćwiczyć jogę. Jest wrażliwa i zdecydowana w każdej sytuacji.
- Ben – nic mu się nigdy nie udaje. Ma jasną cerę, niebieskie oczy i ciemne włosy. Jest gapowaty.
- Simon – naukowiec i specjalista od komputerów. Ma jasną cerę, niebieskie oczy i ciemne włosy. Nosi okulary. Jest mądry i wygadany. Sceptycznie podchodzi do spraw dziewczyn.
- Jason – jest luzakiem, który nie przejmuje się niczym, podobnie jak Reanne. Ma jasną cerę, niebieskie oczy i rude włosy.

## Wersja polska
Opracowanie i udźwiękowienie wersji polskiej: na zlecenie MiniMaxa/ZigZapa – Studio Sonica

Reżyseria:
- Agnieszka Matysiak (odc. 1-5),
- Jerzy Dominik (odc. 6-26),
- Piotr Kozłowski (odc. 27-39)

Tłumaczenie: Urszula Szafrańska (odc. 27-39)

Dialogi:
- Maciej Michalski (odc. 1-2, 9-10, 13, 23),
- Maria Utecht (odc. 3-6, 8, 11, 14, 25),
- Paweł Brzosko (odc. 7, 12, 15, 22, 24),
- Krzysztof Pieszak (odc. 16, 26),
- Katarzyna Krzysztopik (odc. 17-21),
- Piotr Skodowski (odc. 27-31),
- Olga Latek (odc. 32-39)

Dźwięk i montaż:
- Jacek Osławski (odc. 1-5),
- Ilona Czech-Kłoczewska (odc. 6-26),
- Maciej Brzeziński (odc. 27-39)

Organizacja produkcji:
- Elżbieta Kręciejewska (odc. 1-26),
- Agnieszka Kudelska (odc. 27-39)

Wystąpili:
- Agnieszka Fajlhauer – Hanna
- Katarzyna Godlewska – Reanne
- Joanna Jabłczyńska – Talia
- Tomasz Borkowski – Simon
- Jacek Kopczyński – Jason
- Dariusz Toczek – Ben

oraz
- Jan Aleksandrowicz
- Tomasz Jarosz
- Miriam Aleksandrowicz
- Krystyna Kozanecka
- Leszek Zduń
- Jerzy Dominik
- Jolanta Wołłejko
- Andrzej Gawroński
- Paweł Szczesny
- Elżbieta Jędrzejewska
- Łukasz Lewandowski
- Anna Apostolakis
- Beata Wyrąbkiewicz
- Cezary Kwieciński
- Andrzej Andrzejewski
- Przemysław Stippa

i inni

## Spis odcinków
| Nr             | Polski tytuł                  | Angielski tytuł                 |
| -------------- | ----------------------------- | ------------------------------- |
|                |                               |                                 |
| SERIA PIERWSZA |                               |                                 |
|                |                               |                                 |
| 01             | Gry zręcznościowe             | Games Peeps Play                |
| 01             | Wyprawa pod namiot            | Tents Situation                 |
|                |                               |                                 |
| 02             | Poproszę bilety               | Tickets Please                  |
| 02             | Szminka i gitara blues        | Face Powder Blues               |
|                |                               |                                 |
| 03             | Sekrety i kłamstwa            | Secrets and Lies                |
| 03             | Przygody w centrum handlowym  | Mall’s Fair                     |
|                |                               |                                 |
| 04             | Przyjęcie urodzinowe          | Birthday Party                  |
| 04             | Ratujcie mnie                 | Save Me!                        |
|                |                               |                                 |
| 05             | Twoja sztuka                  | The Art of You                  |
| 05             | Atak grypy                    | Flu Manchu                      |
|                |                               |                                 |
| 06             | Zerwać nie jest łatwo         | Breaking Up is Hard To Do       |
| 06             | Królowa pomadek               | Lip Gloss Queen                 |
|                |                               |                                 |
| 07             | Skejterka                     | Skaterchick                     |
| 07             | Randka w ciemno               | Blind Date                      |
|                |                               |                                 |
| 08             | Prywatka roku                 | Party of the Year               |
| 08             | Niania panny Dot              | Babysitting Miss Dot            |
|                |                               |                                 |
| 09             | Prawda czy wyzwanie           | Truth or Dare                   |
| 09             | Multikino                     | Multiplex                       |
|                |                               |                                 |
| 10             | Być popularną                 | The In Crowd                    |
| 10             | Goryl moich snów              | Gorilla My Dreams               |
|                |                               |                                 |
| 11             | Dzień dobry piesku            | Good Morning Rover              |
| 11             | Niesamowite dziwaki           | The Incredible Geeks            |
|                |                               |                                 |
| 12             | Gorączka zakupów              | Discount Fever                  |
| 12             | Emerytowani obywatele         | Citizen Cane                    |
|                |                               |                                 |
| 13             | Sztuka robienia interesów     | The Art of the Deal             |
| 13             | Niewesołe miasteczko          | Un Amusement Park               |
|                |                               |                                 |
| 14             | Niespodzianka                 | Presently Surprised             |
| 14             | Złe wspomnienia               | Bad Memories                    |
|                |                               |                                 |
| 15             | Karta kredytowa               | Cha Ching                       |
| 15             | Konkurs poezji                | Slam                            |
|                |                               |                                 |
| 16             | Słuchaj muzyki                | Listen to the Music             |
| 16             | Wielkie zakuwanie             | Cram Session                    |
|                |                               |                                 |
| 17             | Produkcja                     | The Making Of…                  |
| 17             | Bar przekąskowy               | The Afternoon Snack Club        |
|                |                               |                                 |
| 18             | Obietnice, obietnice          | Promises, Promises              |
| 18             | Duchy i strachy               | Ghoul Stuff, Boil Stuff         |
|                |                               |                                 |
| 19             | Walentynkowa klątwa           | The Valentine Curse             |
| 19             | Sam się przetestuj            | Assess This                     |
|                |                               |                                 |
| 20             | Idealna para                  | The Perfect Match               |
| 20             | Wyprzedaż                     | Selling Out                     |
|                |                               |                                 |
| 21             | Film na weekend               | Weekend Rental                  |
| 21             | Zakupy w ostatniej chwili     | Last Minute Shopping            |
|                |                               |                                 |
| 22             | Królowa sceny                 | Drama Queen                     |
| 22             | Dzień matki                   | Mother’s Day                    |
|                |                               |                                 |
| 23             | Wypad nad jezioro             | The Lake Party                  |
| 23             | Klingon jakiś tam             | Klingon Someone Else            |
|                |                               |                                 |
| 24             | Młodzi i nierozważni          | The Young and The Foolish       |
| 24             | Przyczyny i skutki            | Cause and Effects               |
|                |                               |                                 |
| 25             | Wielka zamiana                | The Big Switch                  |
| 25             | Ktoś obcy                     | Foreign Bodies                  |
|                |                               |                                 |
| 26             | Śmiech, randki i kaseta wideo | Video Return                    |
| 26             | Zespół, zespół                | Stuff-A-Palooza                 |
|                |                               |                                 |
| SERIA DRUGA    |                               |                                 |
|                |                               |                                 |
| 27             | Pożądanie                     | Lust in Translation             |
| 27             | Ferie                         | Spring Break                    |
|                |                               |                                 |
| 28             | Brudna robota                 | Dirty Work                      |
| 28             | Zamiana miejsc                | Trading Spaces                  |
|                |                               |                                 |
| 29             | Styl 911                      | Style 911!                      |
| 29             | Jedenastominutowy trening     | Eleven Minute Workout           |
|                |                               |                                 |
| 30             | Okropieństwa lekcji higieny   | Health Class Horrors            |
| 30             | Światła, kamera, ahhhh!       | Lights, Camera, Ahhhh!          |
|                |                               |                                 |
| 31             | Wyraź siebie                  | Express Yourself                |
| 31             | Wezwani na casting            | Casting Call                    |
|                |                               |                                 |
| 32             | Zwrot do nadawcy              | Return to Sender                |
| 32             | Średniowieczny jarmark        | Medival Mayhem                  |
|                |                               |                                 |
| 33             | Dzień sportu                  | Track and Field Fiasco          |
| 33             | Dylemat Dot                   | Dot’s Dilemma                   |
|                |                               |                                 |
| 34             | Potwory z kosmosu             | Monsters in Space               |
| 34             | Na podsłuchu                  | Bugged Out                      |
|                |                               |                                 |
| 35             | Festiwal randek               | Date O Rama                     |
| 35             | Uwięzieni                     | Stuck                           |
|                |                               |                                 |
| 36             | Rozstanie                     | Movin’ On                       |
| 36             | Zajęcie na weekend            | Three Up, Three Down            |
|                |                               |                                 |
| 37             | Dla forsy i randek            | Bowling For Dollars …And Dates! |
| 37             | Moja mała kuzynka             | Adventures In Cousin Sitting    |
|                |                               |                                 |
| 38             | Kopciuszek                    | If The Shoe Fits                |
| 38             | Papuga                        | Teacher’s Pet                   |
|                |                               |                                 |
| 39             | Stereotypy                    | Clique Chic                     |
| 39             | Kapsuła czasu                 | Future Tense                    |
|                |                               |                                 |